# 日向往還
日向往還（ひゅうがおうかん）は、肥後国（熊本県）と日向国（宮崎県）を結ぶ旧道。現在の熊本市から上益城郡嘉島町 - 御船町 - 山都町を通り、日向国（宮崎県延岡市）へ至る旧藩時代の歴史街道である。

## 経路
起点を熊本市新町札の辻、終点を延岡市とする。

### 熊本市
- 史跡元標跡 - 札の辻は肥後国の道路の起点とされた場所で、白い標木が設置されている[1]。
- 春竹本通り - 江戸時代から大正時代まで荷馬車の往来が絶えず、宿屋や日用品の店が軒を並べた[1]。
- 御船口 - 木山往還との分岐点で「右みふね 左きやま」の道標石がある[2]。
- 田迎一里木[1]

### 嘉島町
- 二里木跡[2]

### 御船町
日向往還は御船町滝川で国道445号から離れ、熊本県道221号田代御船線に入る（一部農道を通る箇所もある）。
- 軍見坂（ぐみざか）[1]
- 八勢眼鏡橋（やせめがねばし）桜の季節が最高な石橋

### 山都町
日向往還の山都町から延岡市までのルートは国道218号にほぼ近いルートとなっている。
- 通潤橋（つうじゅんきょう） - 石材で出来た日本一の水道橋
- 五老ヶ滝（ごろがたき） - 名瀑
- 聖橋（ひじりばし） - 通潤橋を作る際、参考になった石橋
- 聖滝（ひじりだき） - 二筋に分かれて落ちる珍しい滝。永青文庫『領内名勝図鑑』にも描かれた名勝である。
- 龍宮滝（りゅうぐうだき） - 時間帯によって、虹が出やすい。

### 延岡市
- 終点